# Химически войски на България
Химически войски е подразделение на българската армия.

## История

### 1917 – 1947
По време на Първата световна война за първи път се използват масово бойни отровни газове, което налага снабдяването на българската армия с противогази, както и обучение на офицери по химическа защита. Особено тежко е положението при третата битка при Дойран през 1918 г. Други газови атаки има и в битката при Яребична.
На 25 април 1917 г. е издадена наредба № 11, която е предназначена за обучение на армията за справяне с бойни отровни вещества. Първи офицер, който е изпратен да се обучава на газово дело е запасният поручик от седма рота на двадесет и първи пехотен средногорски полк Христо Пашков. От 16 юни до 7 юли 1917 г. учи 33-ти курс в Берлинското газово училище. След него от 1 юли 1917 г. запасния поручик Никола Нинов е изпратен да учи в Армейското газово училище в Берлин. Освен тях по-късно курса преминават капитан Петър Кацаров и подпоручик Виктор Константинов. Постепенно се организират цялостни курсове за офицери, като от всеки полк трябва да има поне по един офицер обучен на газово дело. Със заповед № 279 от 19 юни 1918 г. на министъра на войната се открива първата щатна бройка за химик с чин капитан и за чиновник за поръчки. Тази дата е приета официално за начало на съществуването на химически войски. На 9 август 1918 г. със заповед № 394 се създава по един газов взвод към всяка юнкерска и школна дружина. Взводът се състои от две отделения – дегазационно и метеорологично.
През 1928 г. се утвърждава нова структура на химическите войски. Тя се състои от Централно управление на химическата служба към Държавната военна фабрика. Управлението се завежда от началника на химическата служба на войската. Самото Централно управление се състои от разузнавателна, учебна, за свръзки, за снабдяване секции и едно химическо отделение. Отделението се състои и от химическа школа за обучение на офицери, подофицери и войници. Към Щаба на войската се разкрива бройка за началника на химическата (газова) служба във войската. Отделно от това към Управлението на главния военен лекар се създава химическа санитарна служба, към управлението на главния ветеринарен лекар – химическа ветеринарна служба, към военноинспекционните области – по един началник на химическа служба към областта, към щабовете на дивизията – по един началник на химическа служба, към щабовете на разните видове пехотни полкове (артилерийски, конен, инженерен) началник на химическа служба и един химичен взвод, състоящ се от три химични разузнавателни отделения, две чистачни и едно метеорологично отделение. Отделно от тях към щаба на всяка дружина и артилерийските отделения се назначават по един химически офицер и подофицер, към ротите, ескадроните и батареите по един химически подофицер и едно отделение (пост). Към гарнизоните (като самостоятелна част) се създават опитни химически полети и химическа барака за изпитания.
През 30-те години се създава по един химически взвод към полковете, химическа служба, химически взводове при специалните роти на военноинспекционните области, както и химически роти и ескадрони към дивизиите. На 6 юни 1930 г. се публикува „Правилник за отчетността, книговодството, пазенето, поправката, преглеждането на предметите за газовата отбрана във войската и задълженията на длъжностните лица“, а през 1932 г. се създава химически склад за резервно имущество при Държавната военна фабрика. На 30 март 1935 г. със заповед № 63 на министъра на войната се създава химическа рота, подчинена на Щаба на армията. От 22 август същата година ротата се предислоцира от София в казармите на двадесет и пети шипченски пехотен полк в Казанлък. Първи командир на ротата е поручик Георги Чуков.
По време на Втората световна война с писмо № 112 от 27 февруари 1943 г. на началника на щаба Константин Лукаш се задължават командирите на всички български армии, началниците на дивизионните области от 1 до 11-а и 15-а да създадат от 10 март една пионерно-химическа рота към всяка дивизионна област. От 17 март същата година с писмо № 49 на Инспекцията на конницата се създава един пионерно-щурмови химически взвод към Кавалерийската школа в Сливен. Със заповед № 832 от 1 август 1943 г. се създават пионерно-химически взводове към полковете. В края на 1943 г. и началото на 1944 г. в българската армия има на щат 474 химици. През 1944 г. български офицери, подофицери и войници-химици преминават обучителни курсове в Бойното училище в Ниш на немската армия.

### 1947 – 1990
След Втората световна война България влиза в съветската орбита на влияние и от 1947 г. се приемат руските устави и наставления по отношение на химическите войски. През 1949 г. на обучение в СССР във Военното химическо училище в Кострома заминават за 1 година полковник Кирил Анчев, поручиците Петко Кацаров, Йордан Пенчев, Милчо Михайлов, подпоручиците Александър Диков, Петко Стойков, Александър Трифонов, Христос Марков, Атанас Вълчев, Тодор Тодоров, Костадин Щерев, Димитър Господинов, Георги Славчев и Никола Радев. През 1950 г. се създава Общовойскови химически склад, като пръв негов началник е назначен поручик Иван Папазов. Със заповед № 423 от 8 август 1950 г. на министъра на отбраната Общовойсковата химическа дружина се преобразува във Военнохимическо училище, подчинено на началника на Военнохимическия отдел. От 22 септември Общовойсковата химическа дружина се преименува на 59-и отделен химически батальон – РГК. Първите курсанти (общо 16 души) на училището са приети през 1950 г. и завършват през май 1952 г. Училището се помещава за кратко във Велинград, а след това в Карлово. Създава се централен химически склад в Царева ливада. На 26 септември 1951 г. от Военното химическо училище се отделя батальон за химическа защита с командир старши лейтенант Тодор Тодоров. Началник на училището по това време е майор Йордан Пенчев. През 1954 г. Военното химическо училище се премества в Свищов, а само след 2 месеца там в Силистра, където се обединява със Свързочното и инженерно училище. През 1958 г. се превръща в катедра „Химически войски“ към Свързочното училище.
През 1956 г. започва подмяна на старите уреди за химическа защита като конната дегазационна повозка (КДП-50), камерата яма, жаровата камера, бучилна установка (БУ-2), ранцев дегазационен прибор (РДП-4), прибор за дегазация на местност (ПДМ). На тяхно място са приети от съветската армия авторазливна станция (АРС-12), автодегазационна машина (АДМ-48Д), автодегазацеионна станция (АГВ-3М) и различни дозиметрични уреди като ДП-1Б, ДП-2, ДП-63, ДП-11Б, ДП-21Б. От 1967 г. две армейски химически роти се преобразуват във втори и трети батальони за химическа защита. През 1961 г. е създаден и 1 батальон за химическа защита (1 бхз). Командир на 1-ви батальон е майор Александър Арнаудов, на 2-ри батальон капитан Иван Христов, на 3-ти батальон майор Манол Вълков.
На 27 септември 1965 г. се създава Централна ремонтна химическа база в Банкя с командир подполковник Васил Мортев. По това време 27 офицера са завършили Военната академия за химическа защита в Москва. От тях 12 са с команден профил, а 16 с инженерен профил. Първият офицер, завършил академията е Найден Тодоров с инженерен профил.
На 24 октомври 1966 г. се създава Разчетно-аналитична станция към Министерството на отбраната, чиято работа е да прави оценка на радиационната и химическа обстановка. На 1 октомври 1968 г. е създадено Конструкторско бюро към Химически войски с началник подполковник инж. Димитър Йосифов. През 1971 г. батальона за химическа защита в Горна Оряховица се преобразува в полк за химическа защита. На 14 февруари 1975 г. Министерския съвет възлага на Министерството на отбраната да създаде Единна автоматизирана система за откриване и оценка на мащабите и последствията от радиационни и химически аварии и използването от противника на оръжия за масово поразяване. В резултат на това се създава секция ЕАСО „Преслав“ към Научноизследователския институт на Генералния щаб. От 1 октомври 1990 г. системата носи денонощно бойно дежурство. На 20 септември 1978 г. с министерска заповед № 099 се създава поделение за специален контрол.

### 1990 –
От 1 септември 1997 г. Управление „Химически войски“ се преобразува в отдел „Ядрена, химическа и биологическа защита и екология“. На 18 февруари 2000 г. със заповед № 34 на началника на Генералния щаб отдела се реорганизира и от 1 март 2000 г. се подчинява на Главното оперативно управление и се закрива военнопощенския му номер 24100. В това число на подчинение към Оперативното управление влизат още 38-и полк за ядрена, химическа и бактериологическа защита и ликвидиране на последствията и Автоматизираната информационна система „Преслав“. По-късно полк се преподчинява на Сухопътни войски, а Централната техническа база се закрива. На 26 юни 2000 г. на базата на системата „Преслав“ е създаден Център за наблюдение и контрол на радиационната, химическа, биологическата и екологическата обстановка, помещаващ се в гр. Банкя. Центърът е подчинен на Съвместното командване на силите. На 25 март 2008 г. с министерска заповед № ОХ 06 Централната лаборатория за ядрена, химическа и биологическа защита и екология и Центърът за събиране, обработка и анализ на информацията за ядрената, химическата и биологическата обстановка (под. 26350) се сливат под името Център за наблюдение и контрол на радиационната, химическа, биологическата и екологическата обстановка (под. 52210).

## Наименования
- Секция по газова служба (ПХЗ) към управлението на санитарната част (1918)
- Химическа секция (отделение) в Главното интендантство на Министерството на войната (1918)
- Химическа служба към Щаба на войската – 1929 – 1939
- Отдел „Противовъздушна и химическа отбрана“ – 1939 – 1942
- Отдел „Противовъздушна и химическа защита“ – 1942 – 1947
- Отделение „Военнохимическа защита“ – 1947 – 1954
- Отдел „Военнохимическа защита“ – 1954 – 1965
- Управление „Химически войски“ – 1966 – 1973
- Химически войски – 1973 – 1 септември 1997 (военнопощенски номер 15050, от 1978 номер 26740)
- Отдел „Ядрена, химическа и биологическа защита и екология“ – от 1 септември 1997

## Началници
От 1918 г. управлението е на пряко подчинение на началника на Главното интенданство. След това е на подчинение на началника на Оперативното отделение към Щаба на войската с официална позиция „Началник на оперативното управление и завеждащ химическата служба“. По време на Втората световна война е на подчинение на Началника на щаба и на командира на въздушните войски. След края на войната е на подчинение на командира на Военновъздушните сили и командира на ПВО.
Званията са към датата на заемане на длъжността:
- Подполковник Кръстю Д. Пишурков Маринов до 10 октомври 1929
- Полковник Светослав Попов – 10 октомври 1929 – 20 май 1931
- Полковник Иван Марков – 20 май 1931 – 1934
- Полковник Боян Урумов – 1934 – 1934
- Подполковник Димитър Тодоров Хайдуков – 1935 – 19 май 1936
- Подполковник Симеон Репов Георгиев – 19 май 1936 – 17 октомври 1936
- Полковник Александър Чуков Костов – 17 октомври 1936 – 24 март 1938
- Полковник Иван Стефанов Абаджиев – 24 март 1938 – 13 декември 1939
- Полковник Драгомир Стефанов Сарафов – 13 декември 1939 – 27 декември 1939
- Полковник Лука Славчев Бозов – 23 декември 1939 – 30 декември 1940
- Полковник Драгомир Стефанов Сарафов – 30 декември 1940 – 20 август 1941
- Полковник Ангел Добрев Николов – 20 август 1941 – 1 септември 1941
- Полковник Славчо Динев Славчев – 15 септември 1941 – 20 октомври 1944
- Подполковник Иван Стоянов Иванов – 20 октомври 1944 – 3 юни 1946
- Полковник Николай Георгиев Попов – 3 юни 1946 – 15 февруари 1947
- Подполковник Петър Христов Зяпков – 15 февруари 1947 – 21 януари 1948, временно изпълняващ длъжността
- Подполковник Кирил Анчев Киров – 21 януари 1948 – 27 ноември 1948
- Капитан Иван Вълчев Иванов – 21 април 1949 – 9 февруари 1950, временно изпълняващ длъжността
- Подполковник Кирил Анчев Киров – 9 февруари 1950 – 11 ноември 1954
- Полковник (генерал-майор от 1957г.) Делчо Симов – 11 ноември 1954 – 28 декември 1963
- Полковник Костадин Щерев Костадинов – 3 януари 1964 – 30 октомври 1964, временно изпълняващ длъжността
- Полковник Александър Диков – 30 октомври 1964 – 16 октомври 1985
- Полковник Любомир Динев – 16 октомври 1985 – 1999
- Полковник Петър Атанасов Петров – 7 февруари 2000 – 12 март 2003
- Полковник Асен Василев Асенов – 12 март 2003 – 1 юни 2006
- Полковник Юрий Димитров Дунчев – 1 юни 2006 – 1 юни 2008
- Полковник Димитър Дончев Пенелов – 1 юни 2008 – 23 юни 2010
- Полковник Стефан Димитров Нонов – 5 януари 2011 -